# USS Gudgeon (SS-211)
USS Gudgeon (SS-211) là một  tàu ngầm lớp Tambor được Hải quân Hoa Kỳ chế tạo ngay trước Chiến tranh Thế giới thứ hai. Nó là chiếc tàu chiến đầu tiên của Hải quân Hoa Kỳ được đặt cái tên này, theo tên chung của nhiều loài cá chép, cá bống đen và cá bống bay. Nó đã phục vụ trong Thế Chiến II, có vinh dự là tàu ngầm đầu tiên đánh chìm một tàu đối phương trong cuộc xung đột. Nó đã thực hiện tổng cộng mười hai chuyến tuần tra, đánh chìm 12 tàu Nhật Bản với tổng tải trọng 71.047 tấn, xếp thứ mười lăm về tải trọng tàu trong số tàu ngầm Hoa Kỳ có thành tích nổi bật nhất trong chiến tranh. Nó mất tích trong chuyến tuần tra cuối cùng, có thể bị đắm ngoài khơi quần đảo Maug vào ngày 18 tháng 4, 1944. Gudgeon được tặng thưởng danh hiệu Đơn vị Tuyên dương Tổng thống cùng mười một Ngôi sao Chiến trận do thành tích phục vụ trong Thế Chiến II.

## Thiết kế và chế tạo
Lớp Tambor có nhiều đặc tính được cải tiến so với tàu ngầm lớp Sargo dẫn trước. Hình dạng thân tàu được làm suôn thẳng hơn để đạt tốc độ nhanh hơn, và thùng lặn khẩn cấp được trang bị lại giúp con tàu lặn xuống nhanh hơn. Hệ thống động lực toàn diesel-điện được áp dụng, và giải quyết được sự cố chập mạch trước đây. Nó trang bị động cơ Fairbanks-Morse Kiểu 38D8-⅛ 9-xy lanh chuyển động đối xứng, dẫn động máy phát điện, và động cơ điện kết nối với trục chân vịt qua hộp số giảm tốc.
Lần đầu tiên đối với tàu ngầm Hoa Kỳ, lớp Tambor có đến mười ống phóng ngư lôi gồm sáu trước mũi và bốn phía đuôi. Hiệu quả tác chiến được cải thiện nhờ bố trí lại người vận hành sonar và máy tính dữ liệu ngư lôi vào một tháp chỉ huy lớn hơn, cho phép trao đổi trực tiếp với hạm trưởng, cùng một kính tiềm vọng kiểu mới có đầu nhỏ hơn giúp khó bị phát hiện. Thoạt tiên được chỉ được trang bị pháo 3 in (76 mm)/50 caliber, boong tàu được gia cố sẵn đủ để lắp đặt pháo cỡ 5 in (130 mm)/51 caliber khi tình huống tác chiến đòi hỏi; nên trong đợt đại tu vào đầu năm 1943, Gudgeon được nâng cấp lên cỡ pháo 4-inch.
Gudgeon được đặt lườn tại Xưởng hải quân Mare Island ở Vallejo, California vào ngày 22 tháng 11, 1939. Nó được hạ thủy vào ngày 25 tháng 1, 1941, được đỡ đầu bởi bà Annie B. Pye, phu nhân Phó đô đốc William S. Pye, và được cho nhập biên chế cùng Hải quân Hoa Kỳ vào ngày 21 tháng 4, 1941 dưới quyền chỉ huy của Hạm trưởng, Thiếu tá Hải quân Elton W. Grenfell.

## Lịch sử hoạt động

### 1941
Sau khi hoàn tất việc chạy thử máy dọc theo bờ biển California, Gudgeon lên đường vào ngày 28 tháng 8, 1941 để hướng đến Alaska ngang qua Seattle, Washington. Chiếc tàu ngầm khảo sát các khu vực Sitka, Kodiak và Dutch Harbor xem có phù hợp để sử dụng như những căn cứ hải quân trước khi hướng đến quần đảo Hawaii, đi đến Trân Châu Cảng vào ngày 10 tháng 10. Chiếc tàu ngầm thực hành huấn luyện tại vùng biển Hawaii trong suốt hai tháng tiếp theo. Khi Hải quân Đế Quốc Nhật Bản bất ngờ tấn công căn cứ Trân Châu Cảng vào ngày 7 tháng 12 khiến chiến tranh bùng nổ tại Mặt trận Thái Bình Dương, con tàu đang thực hành tại nơi neo đậu Lahaina Roads, và đã lập tức quay trở lại căn cứ.

#### Chuyến tuần tra thứ nhất
Cùng với tàu ngầm Plunger (SS-179), Gudgeon rời Trân Châu Cảng vào ngày 11 tháng 12 cho chuyến tuần tra đầu tiên trong chiến tranh tại vùng biển nhà Nhật Bản ngoài khơi đảo Kyūshū. Nó bắt gặp mục tiêu đầu tiên vào ngày 31 tháng 12, nhưng không thể tấn công. Trên đường quay trở về căn cứ vào ngày 27 tháng 1, 1942, Gudgeon trở thành tàu ngầm Hoa Kỳ đầu tiên đánh chìm một tàu ngầm đối phương trong Thế Chiến II. Nó còn cách đảo Midway 240 nmi (440 km) về phía Tây, khi được tin tức tình báo vô tuyến bị giải mã cho biết các tàu ngầm I-18, I-22 và I-24 đang tiến đến gần. Gudgeon đổi hướng để tìm cách đánh chặn đối phương, nhưng không bắt gặp các mục tiêu này.
Tuy nhiên trong khi đang lặn, nó dò được âm thanh chân vịt quay nhanh bên mạn trái phía mũi tàu lúc 09 giờ 00. Sau đó nó trông thấy I-73 ở khoảng cách 5.000 yd (4.600 m), nhận định mục tiêu là một tàu ngầm lớp Kaidai IVa với khẩu hải pháo trên boong phía trước tháp chỉ huy, đang di chuyển với tốc độ 15 kn (28 km/h) với ít nhất sáu người trên cầu tàu. Gudgeon phóng ba quả ngư lôi tấn công từ khoảng cách 1.800 yd (1.600 m) lúc 09 giờ 07 phút, nhưng mất dấu mục tiêu sau đó do biển động mạnh. Sau một phút 45 giây, Gudgeon nghe thấy hai tiếng nổ lớn, và sau đó tiếng chân vịt ngừng quay. Gudgeon quay trở lên độ sâu kính tiềm vọng để quan sát và không thấy dấu vết của tàu đối phương. Nó tự nhận chỉ gây hư hại cho đối thủ, nhưng tin tức tình báo vô tuyến giải mã được xác nhận I-73 đã bị đánh chìm tại tọa độ 28°24′B 178°35′Đ / 28,4°B 178,583°Đ. Gudgeon kết thúc chuyến tuần tra và về đến Trân Châu Cảng vào ngày 29 tháng 1, 1942.

### 1942

#### Chuyến tuần tra thứ hai
Trong chuyến tuần tra thứ hai từ ngày 22 tháng 2 đến ngày 15 tháng 4, Gudgeon hoạt động tại khu vực biển Hoa Đông. Nó đánh chìm một tàu buôn không rõ tung tích vào ngày 26 tháng 3; rồi sang ngày hôm sau lại đánh chìm tàu chở hàng Nissho Maru (6.526 tấn) ở vị trí 28 nmi (52 km) về phía Đông Bắc đảo Jeju giữa Nhật Bản và bán đảo Triều Tiên, tại tọa độ 33°50′B 127°33′Đ / 33,833°B 127,55°Đ. Sau khi quay trở về Trân Châu Cảng, chiếc tàu ngầm đi vào ụ tàu, nhưng phải rút ngắn thời gian sửa chữa để kịp thời tham gia hoạt động trong trận Midway.

#### Chuyến tuần tra thứ ba - Trận Midway
Khởi hành từ Trân Châu Cảng vào ngày 18 tháng 5 cho chuyến tuần tra thứ ba, Gudgeon tham gia tuyến tuần tra về phía Tây đảo Midway để đối phó với hạm đội Nhật Bản đang tiếp cận và trinh sát sự di chuyển của đối phương. Nó không bắt gặp mục tiêu nào và kết thúc chuyến tuần tra tại Trân Châu Cảng vào ngày 14 tháng 6.

#### Chuyến tuần tra thứ tư
Khởi hành từ Trân Châu Cảng vào ngày 11 tháng 7 cho chuyến tuần tra thứ tư, Gudgeon hoạt động tại khu vực quần đảo Caroline. Vào ngày 3 tháng 8, ở vị trí khoảng 40 nmi (74 km) về phía Tây Truk, nó phóng ngư lôi đánh chìm tàu chở hàng Naniwa Maru (4.853 tấn) lúc 04 giờ 00, tại tọa độ 07°17′B 150°46′Đ / 7,283°B 150,767°Đ; 27 thủy thủ cùng bốn hành khách đã thiệt mạng cùng con tàu. Đến ngày 17 tháng 8, về phía Tây Bắc Truk, nó lại phóng ngư lôi tấn công một đoàn tàu vận tải gồm bốn chiếc, gây hư hại cho các tàu chở dầu Shinkoku Maru (10.020 BRT) và Nichiei Maru (10.020 BRT) tại tọa độ 07°40′B 151°05′Đ / 7,667°B 151,083°Đ. Gudgeon kết thúc chuyến tuần tra và quay trở về căn cứ tàu ngầm mới ở Fremantle, Western Australia vào ngày 2 tháng 9.

#### Chuyến tuần tra thứ năm
Xuất phát từ Fremantle, Australia vào ngày 2 tháng 10 cho chuyến tuần tra thứ năm, Gudgeon hoạt động tại khu vực biển Bismarck. Vào ngày 21 tháng 10, ở vị trí 110 mi (180 km) về phía Tây Bắc Rabaul lúc 17 giờ 45 phút, nó phóng ngư lôi đánh chìm tàu chở quân Lục quân Choko Maru (6.783 tấn) tại tọa độ 03°30′N 150°30′Đ / 3,5°N 150,5°Đ; năm thành viên thủy thủ đoàn đã thiệt mạng cùng con tàu. Nó kết thúc chuyến tuần tra và quay trở về căn cứ Fremantle, Australia vào ngày 1 tháng 12.

### 1943

#### Chuyến tuần tra thứ sáu
Trong chuyến tuần tra thứ sáu từ ngày 27 tháng 12, 1942 đến ngày 18 tháng 2, 1943, Gudgeon hoàn thành hai nhiệm vụ đặc biệt. Vào ngày 14 tháng 1, nó đã cho đổ bộ sáu người lên Catmon Point tại đảo Negros, Philippines để tiến hành cuộc chiến tranh du kích chống Nhật. Rời khu vực tuần tra được chỉ định, nó đổi hướng đến đảo Timor vào ngày 9 tháng 2, nơi nó giải cứu 28 người Úc, Anh, Bồ Đào Nha và Philippine, và đưa họ về đến Fremantle, Australia.

#### Chuyến tuần tra thứ bảy

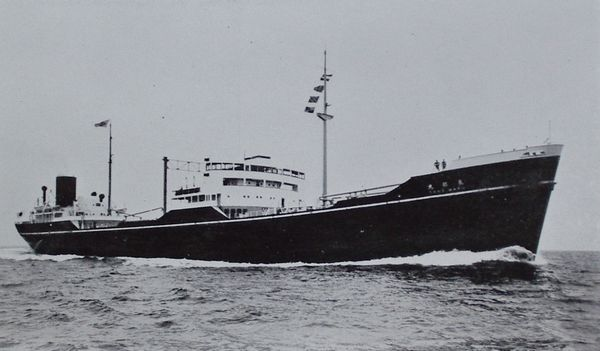
Toho Maru

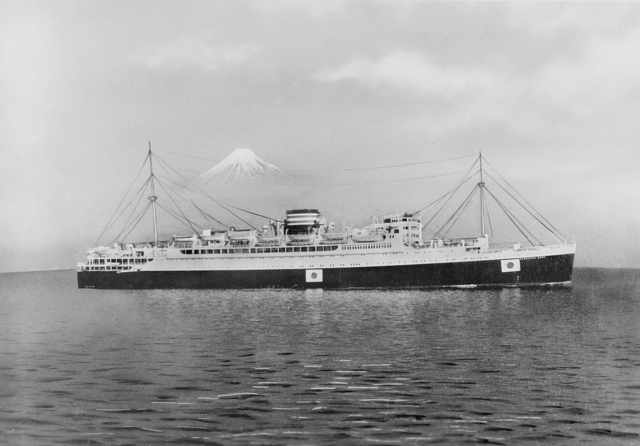
Kamakura Maru

Khởi hành từ Fremantle, Australia vào ngày 13 tháng 3 cho chuyến tuần tra thứ bảy, Gudgeon hoạt động tại khu vực biển Java, Đông Ấn thuộc Hà Lan. Vào ngày 22 tháng 3, ở vị trí 30 mi (48 km) về phía Bắc Surabaya, Java nó phóng ngư lôi đánh chìm tàu vận tải Lục quân Meigen Maru (5.434 tấn) lúc 19 giờ 00 tại tọa độ 06°31′N 112°47′Đ / 6,517°N 112,783°Đ, khiến tám thủy thủ thiệt mạng; chiếc tàu ngầm cũng gây hư hại cho hai tàu buôn khác. Năm ngày sau đó tại eo biển Makassar, Celebes (nay là Sulawesi), Đông Ấn thuộc Hà Lan, trong một đợt tấn công ban đêm, Gudgeon phóng sáu quả ngư lôi tấn công một đoàn tàu vận tải lúc khoảng 04 giờ 00, và bốn quả trúng đích đã đánh chìm tàu chở dầu Tōhō Maru ở vị trí giữa Tarakan và Samarinda, tại tọa độ 00°30′B 118°26′Đ / 0,5°B 118,433°Đ. Chiếc tàu ngầm tiếp tục truy đuổi theo đoàn tàu vận tải, và cùng ngày hôm đó đã gây hư hại cho tàu chở dầu Kyoei Maru số 2 (1.192 tấn) tại tọa độ 00°54′B 119°01′Đ / 0,9°B 119,017°Đ. Nó kết thúc chuyến tuần tra và quay trở về căn cứ Fremantle, Australia vào ngày 6 tháng 4.

#### Chuyến tuần tra thứ tám
Xuất phát từ Fremantle, Australia vào ngày 15 tháng 4 cho chuyến tuần tra thứ tám, Gudgeon hoạt động tại khu vực quần đảo Philippines. Trong biển Sulu, Philippines vào ngày 28 tháng 4, lúc 01 giờ 40, nó phóng bốn quả ngư lôi nhắm vào một mục tiêu lớn đang di chuyển với vận tốc 18 kn (33 km/h) từ khoảng cách 3.200 yd (2.900 m). Hai phút sau đó, hai quả ngư lôi đánh trúng vào mạn phải tàu chở quân Kamakura Maru, khiến mục tiêu đắm chỉ sau 20 phút ở vị trí 30 mi (48 km) về phía Tây Nam Naso Point, Panay, tại tọa độ 10°18′B 121°44′Đ / 10,3°B 121,733°Đ. Nguyên là chiếc tàu biển chở hành khách Chichibu Maru (17.526 tấn), Kamakura Maru là chiếc tàu vận tải lớn nhất của Nhật Bản, và cũng là con tàu đối phương lớn nhất bị một tàu ngầm Hoa Kỳ đánh chìm, với hơn 2.150 thủy thủ và hành khách đã thiệt mạng.
Sau đó Gudgeon làm nhiệm vụ đặc biệt hỗ trợ cho hoạt động du kích tại Philippines, khi cho cho đổ bộ sáu người cùng ba tấn thiết bị lên Panay vào ngày 30 tháng 4, rồi tiếp tục hoạt động tuần tra. Nó đánh chìm tàu đánh cá Naku Maru (500 tấn) bằng hải pháo tại vị trí về phía Tây Panay, tại tọa độ 10°11′B 121°43′Đ / 10,183°B 121,717°Đ vào ngày 4 tháng 5, rồi tiếp tục bắn cháy một tàu hơi nước ven biển cùng ngày hôm đó. Đến ngày 12 tháng 5, chiếc tàu ngầm phóng hai quả ngư lôi tấn công tàu chở hàng Sumatra Maru (5.861 tấn) ngoài khơi Bulusan, Luzon lúc 09 giờ 20 phút, và một quả trúng đích đã khiến Sumatra Maru đắm tại vùng nước nông tại tọa độ 12°44′B 124°08′Đ / 12,733°B 124,133°Đ, một thủy thủ đã thiệt mạng cùng con tàu. Nó kết thúc chuyến tuần tra và quay trở về Trân Châu Cảng vào ngày 25 tháng 5, rồi được lệnh quay trở về vùng bờ Tây đến San Francisco, California để được đại tu.

#### Chuyến tuần tra thứ chín
Với một thủy thủ đoàn mới, Gudgeon xuất phát từ Trân Châu Cảng vào ngày 1 tháng 9 cho chuyến tuần tra thứ chín, hoạt động tại vùng biển quần đảo Mariana. Vào ngày 28 tháng 9 lúc 14 giờ 22 phút, nó phóng ngư lôi đánh chìm tàu chở hành khách-hàng hóa Taian Maru (3.158 tấn) về phía Bắc Saipan, tại tọa độ 15°22′B 145°38′Đ / 15,367°B 145,633°Đ, 46 hành khách và 14 thủy thủ đã thiệt mạng cùng con tàu. Các tàu hộ tống phản công với 17 quả mìn sâu được thả xuống nhưng không có kết quả. Sang ngày hôm sau, ở vị trí 10 nmi (19 km) về phía Tây Bắc Saipan, Gudgeon lại phóng ngư lôi tấn công một đoàn tàu vận tải, và gây hư hại cho chiếc pháo hạm cải biến Santo Maru (3.266 tấn) tại tọa độ 15°28′B 145°58′Đ / 15,467°B 145,967°Đ, Santo Maru nghiêng và ngập nước phần đuôi nhưng tiếp tục nổi và được kéo về Saipan. Nó kết thúc chuyến tuần tra và quay trở về căn cứ Midway vào ngày 6 tháng 10.

#### Chuyến tuần tra thứ mười
Khởi hành từ Midway vào ngày 31 tháng 10 cho chuyến tuần tra thứ mười, Gudgeon hoạt động tại khu vực biển Hoa Đông, ngoài khơi bờ biển Trung Quốc. Vào sáng sớm ngày 23 tháng 11, nó phát hiện một đoàn tàu vận tải bốn chiếc ở vị trí khoảng 70 nmi (130 km) về phía Nam đảo Chu Sơn, Chiết Giang, rồi đến 03 giờ 30 phút đã phóng một loạt sáu quả ngư lôi tấn công. Một quả đánh trúng tàu hộ tống Wakamiya (870 tấn) khiến nó vỡ làm đôi và đắm hầu như ngay lập tức tại tọa độ 28°38′B 122°05′Đ / 28,633°B 122,083°Đ; chỉ có bốn người trong số 135 thành viên thủy thủ đoàn sống sót.
Không lâu sau đó Gudgeon phóng thêm bốn quả ngư lôi tấn công, một quả đánh trúng chiếc tàu chở quân Nekka Maru nhưng không kích nổ. Đến 04 giờ 58 phút chiếc tàu ngầm lại tấn công, một quả ngư lôi đánh trúng Nekka Maru phía giữa tàu. Hai mươi phút sau Gudgeon có lượt tấn công thứ ba, và thêm hai quả ngư lôi trúng đích đã khiến Nekka Maru (6.783 tấn) đắm tại tọa độ 28°49′B 122°11′Đ / 28,817°B 122,183°Đ, 79 thủy thủ cùng 308 hành khách đã thiệt mạngcùng con tàu. Các tàu chở dầu Ichiyo Maru (5.106 tấn) và Goyo Maru (8.469 tấn) cũng trúng ngư lôi nhưng đã chạy thoát. Gudgeon kết thúc chuyến tuần tra và quay trở về căn cứ Midway vào ngày 11 tháng 12.

### 1944

#### Chuyến tuần tra thứ mười một
Trong chuyến tuần tra thứ mười một từ ngày 18 tháng 1 đến ngày 5 tháng 3, 1944, Gudgeon hoạt động tại khu vực biển Đông. Vào ngày 2 tháng 2, nó phát hiện một tàu sân bay bị hư hại được hai tàu khu trục hộ tống nên tiếp cận để tấn công, nhưng bị các tàu hộ tống phát hiện. Nó phóng bốn quả ngư lôi tấn công trực diện đối thủ rồi lặn xuống ẩn nấp, nhưng để cho mục tiêu chủ yếu thoát đi mất dạng. Đến ngày 11 tháng 2, lúc 12 giờ 50 phút, nó phóng ngư lôi kết liễu tàu buôn Satsuma Maru (3.091 tấn) ở vị trí ngoài khơi Ôn Châu, Chiết Giang, Trung Quốc. Satsuma Maru, trước đó đã bị hư hại do trúng bom từ máy bay ném bom B-25 Mitchell của quân đội Trung Quốc, đắm tại tọa độ 28°01′B 121°30′Đ / 28,017°B 121,5°Đ, bốn thủy thủ đã thiệt mạng cùng con tàu. Đến ngày 17 tháng 2, chiếc tàu ngầm phá hủy một thuyền buồm và gây hư hại cho một chiếc khác trước khi kết thúc chuyến tuần tra và quay trở về căn cứ Trân Châu Cảng.

#### Chuyến tuần tra thứ mười hai - Bị mất
Rời Trân Châu Cảng vào ngày 4 tháng 4 cho chuyến tuần tra thứ mười hai, cũng là chuyến cuối cùng, Gudgeon ghé đến đảo Johnston vào ngày 7 tháng 4 để tiếp thêm nhiên liệu trước khi hướng sang khu vực tuần tra về phía Bắc quần đảo Mariana, nhưng sau đó mất liên lạc. Gudgeon được xem bị mất với tổn thất toàn bộ thành viên thủy thủ đoàn vào ngày 7 tháng 6, 1944.
Tài liệu thu được từ phía Nhật Bản sau chiến tranh cho biết: vào ngày 18 tháng 4, một máy bay tuần tra Mitsubishi G3M "Nell" đã phát hiện một tàu ngầm đi trên mặt nước ở vị trí 166 nmi (307 km) về phía Đông Nam Iwo Jima, Chiếc G3M đã ném trúng hai quả bom 250 kg (550 lb) vào phần mũi và tháp chỉ huy chiếc tàu ngầm, khiến mục tiêu đắm tại tọa độ 22°52′B 143°32′Đ / 22,867°B 143,533°Đ. Rất có khả năng Gudgeon đã bị mất trong cuộc tấn công này.

## Phần thưởng
Gudgeon được tặng thưởng danh hiệu Đơn vị Tuyên dương Tổng thống cùng mười một Ngôi sao Chiến trận do thành tích phục vụ trong Thế Chiến II. Nó được ghi công đã đánh chìm 12 tàu Nhật Bản với tổng tải trọng 71.047 tấn, xếp thứ mười lăm về tải trọng tàu trong số tàu ngầm Hoa Kỳ có thành tích nổi bật nhất trong chiến tranh.
|  |                                         |  |
|  | Silver star · Silver star · Bronze star |  |

| Dãi băng Hoạt động Tác chiến  | Đơn vị Tuyên Dương Tổng thống                                            | Huân chương Phục vụ Phòng vệ Hoa Kỳ  |
| Huân chương Chiến dịch Hoa Kỳ | Huân chương Chiến dịch Châu Á-Thái Bình Dương với 11 Ngôi sao Chiến trận | Huân chương Chiến thắng Thế Chiến II |